# Seven-Mile-Beach-Nationalpark
Der Seven-Mile-Beach-Nationalpark ist ein Nationalpark im Südosten des australischen Bundesstaates New South Wales, 113 Kilometer südlich von Sydney.
Es handelt sich dabei um einen besonders schönen Strandabschnitt zwischen Nowra und Wollongong. Er beginnt im Süden bei Shoalhaven Heads und zieht sich etwa 9,5 Kilometer (sieben Meilen) nach Norden bis Black Point. Neben einer Aussichtsplattform gibt es auch Picknickplätze und sanitäre Einrichtungen.
Im Park befinden sich Sanddünen mit ihrer typischen Vegetation wie Spinifex-Gras, Kasuarinengewächse, verschiedene Banksia, Südlicher Mahagoni und Macrozamia. Die Vogelpopulation beinhaltet Honigfresser, Pennantsittich, Jägerlieste, Raben und Krähen, Graufächerschwanz und Weißbauch-Seeadler.
Am Seven Mile Beach fließt der Crooked River ins Meer, in dem gefischt werden kann. Am Black Head gibt es einen Parkplatz und Wanderwege, die zu einer Felsenplattform führen, wo sich Fossilien befinden. Das Sammeln und Herausbrechen ist verboten. Von der Plattform können verschiedenste Fische geangelt werden.
Zugänglich ist der Strand über die Beach Road, eine Stichstraße von der Verbindungsstraße Bomaderry – Shoalhaven Heads – Gerringong.
Im Kingsford Smith Memorial Park befindet sich das Kingsford Smith Memorial und der Kingsford Smith Memorial-Aussichtspunkt, die sich am Headlands Drive und an der Crooked River Road befinden. Das Denkmal erinnert an den historischen Erstflug des australischen Flugpioniers Charles Kingsford Smith aus dem Jahre 1928 über die Tasmansee nach Neuseeland. Das Mahnmal besteht aus einem kleinen Kissen, einer Plakette und einem flachen Relief, das das Flugzeug, die Southern Cross, wiedergibt. Im Jahre 1933 wurde der Strand Seven Mile Beach von Charles Kingsford Smith als Startbahn für den ersten kommerziellen Flug zwischen Australien und Neuseeland genutzt.